# Kolkwitzia
 Kolkwitzia  é um gênero botânico pertencente a família das Linnaeaceae . Na classificação Sistema de Cronquist este gênero é da família das Caprifoliaceae.
O gênero é constituído por uma única espécie,  Kolkwitzia amabilis, originária da China . É uma espécie arbustiva  cultivada devido a sua floração abundante na primavera, de cor rosa pálida.